# Новокавказское
Новокавказское (каз. Новокавказское) — упраздненное село в Шортандинском районе Акмолинской области Казахстана. Входило в состав Петровского сельского округа. Код КАТО — 116847105.

## География
Село располагалось на берегу реки Колутон, в западной части района, на расстоянии примерно 23 километров (по прямой) к западу от административного центра района — посёлка Шортанды, в 14 километрах к востоку от административного центра сельского округа — села Петровка.
Абсолютная высота — 324 метров над уровнем моря.
Ближайшие населённые пункты: село Новокубанка — на северо-востоке, село Петровка — на западе 

## История
В 2009 г. переведено в категорию иных поселений, включено в состав села Петровка. 

## Население
В 1989 году население села составляло 89 человек (из них белорусы — 43%, русские — 34%).

В 1999 году население села составляло 79 человек (41 мужчина и 38 женщин). По данным переписи 2009 года, в селе проживало 30 человек (17 мужчин и 13 женщин).
| Численность населения | Численность населения | Численность населения |
| 1989                  | 1999                  | 2009                  |
| --------------------- | --------------------- | --------------------- |
| 89                    | ↘79                   | ↘30                   |